# Mandip Gill
Pour les articles homonymes, voir Gill.
Mandip Gill, née le 5 janvier 1988 à Leeds, est une actrice britannique.

## Biographie
Mandip Gill est diplômée d'un baccalauréat universitaire en interprétation de l'Université du Lancashire central.
Elle joue plusieurs années au théâtre avant d'obtenir son premier rôle à la télévision en 2012 quand elle a été choisie pour jouer dans le soap opera Hollyoaks. Elle passe plusieurs auditions avant d'être définitivement choisie pour le rôle de Phoebe Jackson, une sans domicile fixe. Elle quitte la série en 2015 et son personnage est tué dans la storyline du Gloved Hand Killer.
Après avoir quitté la série, Gill joue dans quelques épisodes des séries Cuckoo, Doctors, The Good Karma Hospital et Casualty. Elle obtient aussi un rôle récurrent dans la série de la BBC One, Love, Lies and Records (en) en 2017.
En octobre 2017, la BBC annonce que Mandip Gill incarne le rôle de Yasmin Khan, une des compagnons du Docteur, à partir de la saison 11 de Doctor Who (2018). Elle y retrouve Tosin Cole, sa co-star de Hollyoaks, qui joue Ryan Sinclair, un autre compagnon, ainsi que Bradley Walsh qui y joue le rôle de Graham O'Brien.

## Filmographie

### Cinéma

#### Long métrage
- 2018 : The Flood de Anthony Woodley : Reema

#### Court métrage
- 2016 : Rwd/Fwd de Teddy Nygh : Charlie

### Télévision

#### Séries télévisées
- 2012-2015 : Hollyoaks : Phoebe McQueen
- 2016 : Cuckoo : Lauren (saison 3, épisode 6)
- 2016 : Doctors : Shazia Amin (5 épisodes)
- 2017 : The Good Karma Hospital (en) : Padma Kholi (2 épisodes)
- 2017 : Casualty : Nasreen Mahsud (1 épisode)
- 2017 : Love, Lies and Records (en) : Talia (6 épisodes)
- 2018-2022 : Doctor Who : Yasmin Khan